# Kento Haneda
Kento Haneda (jap. 羽田 健人 Haneda Kento; * 7. Juli 1997 in der Präfektur Osaka) ist ein japanischer Fußballspieler.

## Karriere
Kento Haneda erlernte das Fußballspielen in der Schulmannschaft der Konko Osaka High School sowie in der Universitätsmannschaft der Kansai-Universität. Von der Kansai-Universität wurde er von April 2019 bis Januar 2020 an Ōita Trinita ausgeliehen. Der Verein aus Ōita, einer Hafenstadt in der Präfektur Ōita auf der Insel Kyūshū, spielte in der ersten Liga des Landes, der J1 League. Hier kam er auf einen Einsatz in der ersten Liga. Nach der Ausleihe wurde er von Ōita Trinita Anfang 2020 fest verpflichtet. Am Saisonende 2021 belegte er mit Ōita den achtzehnten Tabellenplatz und musste in zweite Liga absteigen. Im Januar 2025 wechselte er zum Erstligaaufsteiger Shimizu S-Pulse.